# Benillup
Benillup – gmina w Hiszpanii, w prowincji Alicante, we wspólnocie autonomicznej Walencja, o powierzchni 3,38 km². W 2011 roku liczyła 106 mieszkańców.
Jej gospodarka opiera się przede wszystkim na rolnictwie.